# 雪氷熱利用
雪氷熱利用（または、雪熱利用、雪冷熱エネルギー利用、雪氷冷房、雪冷房、雪熱冷房、雪冷熱）とは新エネルギーの一つで現代における氷室が持つ冷却効果を利用した再生可能エネルギーの利用方法の一つである。

## 概要
冬季に蓄積した雪や氷などの冷却力を使用した、冷却エネルギーである。化石燃料と違い、雪や氷は毎年、冬季に集積できるものである。しかも、一般的な豪雪地帯では、雪は厄介で捨てなければならない廃棄物の一つである。21世紀以降、再生可能エネルギーの一つとして再び利用方法が検討されている。例えば、排雪費用は人口2万6千人の北海道美唄市では年間3億円から4億円の予算を計上している。

## 特徴
雪氷熱は、豪雪地帯では一般的に農産物の保存や、雪氷を氷室に保管して夏場などの冷却剤として利用されてきた。20世紀後半に化石燃料や原子力エネルギーなどで生み出した電力を使った冷却が主流になると、一旦衰退したが、CO2排出問題、環境意識の高まりと、本来「ゴミ」として処分しなければならない雪の冷却能力を利用した、再生可能エネルギーの一つの雪冷房システムとして再び注目されている。
雪氷熱利用の主な特徴として
- 適度な湿度を保っているため、農産物を始めとする食糧庫の冷却に最適である。
- 雪冷房は空気中の塵、塩分などの不純物を吸収しやすく、自然な冷却風を得る事ができる。[4]

## 方式
雪氷熱利用を使った冷却の主な方式として次の方法が挙げられる。
- 冷水循環式雪冷房 - 強制的に雪を解かし融解冷水を冷熱源とし循環させる冷房[6]
- 全空気循環式雪冷房
- 水空気併用循環式雪冷房
- 自然対流式 - 氷室方式
- 閉鎖型全空気循環式
- 冷凍機併設ハイブリッド式
- 雪山冷水循環式 - 融雪水で直接冷却対象を冷却